# Yamaceratops dorngobiensis
Lo yamaceratopo (Yamaceratops dorngobiensis) è un dinosauro erbivoro appartenente ai ceratopsi, o dinosauri cornuti. Visse nel Cretaceo superiore (Santoniano/Campaniano,circa 85 milioni di anni fa) e suoi resti fossili sono stati ritrovati in Mongolia. Inizialmente i sedimenti in cui erano stati trovati i resti, erano stati assegnati al Cretaceo inferiore, ma nel 2009 la datazione è stata aggiornata.

## Classificazione
Descritto per la prima volta nel settembre 2006 da Makovicky e Norell, questo dinosauro è stato attribuito a quel gruppo di ceratopsi evoluti noti come neoceratopsi, comprendente i veri e propri dinosauri cornuti (ceratopsidi) e altre forme più piccole e prive di corna.

Yamaceratops è noto attraverso alcuni fossili che comprendono parti del cranio; gli studiosi hanno riconosciuto un misto di caratteristiche evolute e primitive, in particolare nelle ossa della guancia e nella mandibola. Nella parte posteriore era presente un corto collare osseo, simile a quello di Liaoceratops e Leptoceratops, la cui funzione era probabilmente connessa alla muscolatura del collo. Attualmente Yamaceratops è considerato un membro tardivo della radiazione di ceratopsi originatasi nel corso del Cretaceo inferiore, comprendenti anche Auroraceratops e Helioceratops.

## Etimologia
Il nome del genere (Yamaceratops) deriva da Yama, una divinità buddista tibetana; il nome della specie (Y. dorngobiensis) si riferisce alla parte orientale del deserto del Gobi dove i resti sono stati ritrovati.
Oltre all'olotipo, IGM 100/1315 consistente in un cranio parziale, altro materiale è stato trovato nel 2002 e 2003 e assegnato a questo genere.

## Embrione fossile
Un embrione fossilizzato all'interno di un guscio di uovo di ornitischio, proveniente da sedimenti dove sono stati trovati resti di Yamaceratops, potrebbero appartenere a questo genere.